# レパルス (巡洋戦艦)
レパルス (HMS Repulse) は、イギリス海軍の巡洋戦艦。
日本語ではリパルスと表記することもある。
レナウン級の2番艦である。
Repulseとは「撃退、反撃」の意。第一次世界大戦中の1916年（大正5年）6月に就役したが、活躍する機会はなかった。海軍休日時代、イギリス海軍の巡洋戦艦3隻（フッド、レナウン、レパルス）で巡洋戦艦戦隊を編成していた。
1941年（昭和16年）5月下旬、ライン演習作戦により大西洋に進出してきた戦艦ビスマルク (Bismarck) を追跡したが、燃料不足で交戦できなかった。
東洋艦隊に所属してシンガポールに進出後の12月10日、マレー沖海戦で日本海軍の陸上攻撃機の空襲により、戦艦プリンス・オブ・ウェールズ (HMS Prince of Wales) とともに撃沈された。

## 艦歴

### 第一次世界大戦
1914年計画リヴェンジ級（通称R型）戦艦レナウンの予算を流用して、船体をフェアフィールド・ゴーヴァン造船所に、機関をキャメル･レアード＆バーケンヘッド造船所に12月29日に発注した。1915年（大正4年）1月25日に起工し、1916年（大正5年）1月8日に進水。同年の8月18日に竣工した。これは姉妹艦レナウン (HMS Renown) よりも早かった。
同年9月、レパルスはグランド・フリートに加わり、第1巡洋戦艦戦隊の旗艦となった。1917年（大正6年）9月、Ｂ砲塔（二番砲塔）とＹ砲塔（三番砲塔）の上に飛行機滑走台をもうけた。飛行船撃退用のためで、イギリス艦としては初めての試みだったという。10月、航空機（ソッピース パップ）の離床に成功した。また、同時期のレパルスは迷彩を施されていた。
11月17日、レパルスはカレイジャス級巡洋戦艦などと共に、第一次世界大戦における第2次ヘリゴラント・バイト海戦に参加した。ドイツ帝国海軍の戦艦カイザー (SMS Kaiser) 、カイゼリン (SMS Kaiserin) などと交戦する。レパルスは巡洋艦ケーニヒスベルク (SMS Königsberg) に命中弾を与えた。12月12日、レパルスは味方の巡洋戦艦オーストラリア (HMAS Australia) と衝突した。

### 両大戦間
1919年（大正8年）から1920年（大正9年）に第1次近代化改装がおこなわれ、防御装甲板を追加し、舷側装甲 229mm に強化された。レパルスは大西洋艦隊に編入された。
ワシントン海軍軍縮条約により保有艦艇の整理がおこなわれ、イギリス海軍は巡洋戦艦3隻（フッド、レナウン、レパルス）で巡洋戦艦戦隊を編成する。
1923年（大正12年）、巡洋戦艦フッド (HMS Hood) が東まわりで世界一周航海を行うことになった（イギリス特務戦隊の世界一周）。巡洋戦艦レパルスと巡洋艦5隻はフッドを護衛し、1年にわたる世界巡行をおこなう。特務戦隊は南アフリカ、ザンジバル、セイロン、シンガポール、オーストラリア、ニュージーランド、太平洋諸島、アメリカ合衆国西海岸サンフランシスコに寄港し、パナマ運河を通ってジャマイカへ立ち寄り、最後にニューファンドランドを訪問した。特務戦隊の世界巡行パフォーマンスは成功し、各地で好印象を与える。またイギリス国民の士気高揚につながった。
1925年（大正14年）、レパルスは英国皇太子の御召艦としてアフリカ大陸や南アメリカ大陸方面を巡航した。
1934年（昭和9年）から1936年（昭和11年）にかけて第2次近代化改装を実施されたが、姉妹艦レナウンや戦艦ウォースパイト (HMS Warspite) の様な外観の変更も伴った大々的な改装は行われず、小火器や細部の更新に留められた。レナウン級2隻は改装をおこなう機会が多く、レナウンは「リフィット（Refit）」、レパルスは「リペア（repair）」と渾名されたという。
1936年（昭和11年）6月、姉妹艦レナウンが大修理のため戦列を離れ、かわりにレパルスが地中海艦隊 (Mediterranean Fleet) に編入、10月にはフッドも地中海艦隊に加わった。
1938年（昭和13年）、イギリス本国に戻った。
この頃、イギリス国王（大英帝国皇帝）ジョージ6世とエリザベス妃が英連邦カナダを訪問することになり、その御召艦にレパルスが指定された（1939年、イギリス王室のカナダ訪問）。
レパルスには、御召艦としての改造工事がおこなわれた。だが姉妹艦レナウンが大改造中だったこともあり反対意見が根強く、1939年（昭和14年）4月にチェンバレン首相は王室用ヨットに客船エンプレス・オブ・オーストラリア (RMS Empress of Australia) を指定した。5月16日、エンプレス・オブ・オーストラリアと護衛部隊（新鋭軽巡サウサンプトン、グラスゴー、巡洋戦艦レパルス）はポーツマスを出航し、本国艦隊（司令長官フォーブス提督、旗艦ネルソン）の各艦に見送られて大西洋に乗り出した。レパルスは3日間護衛したあと皇帝船隊と別れ、イギリス本土にもどった。

### 第二次世界大戦

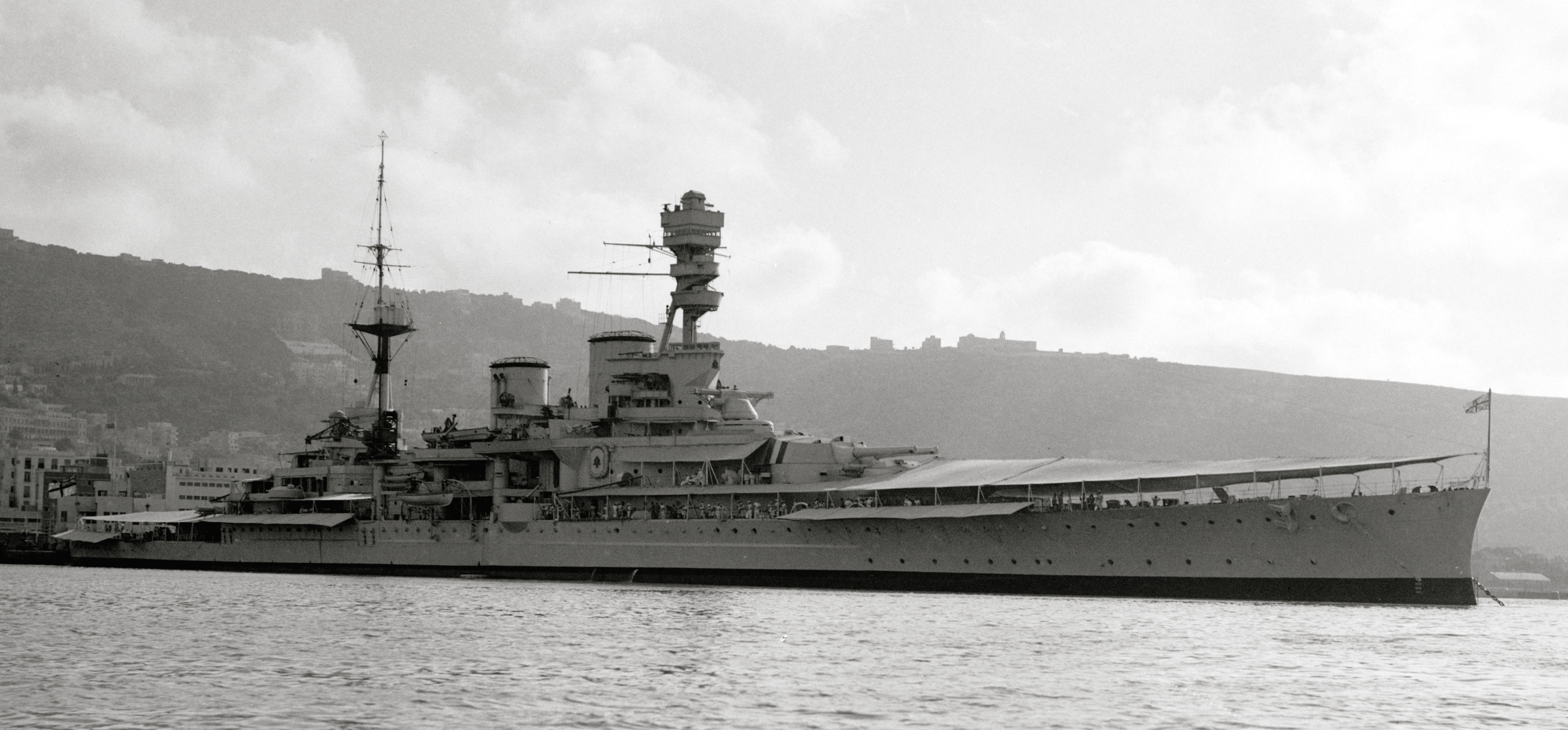
1938年に撮られた本艦

1939年（昭和14年）9月初旬の第二次世界大戦勃発後、ドイツ海軍 (Kriegsmarine) はドイッチュラント級装甲艦（通称“ポケット戦艦”）や仮装巡洋艦を大西洋に放ち、通商破壊作戦を実施する。レパルスは本国艦隊に所属し、通商破壊艦狩りに参加したが戦果を得られなかった。11月になると、イギリス海軍は南大西洋やインド洋で行動中の装甲艦アドミラル・グラーフ・シュペー (Die Admiral Graf Spee) 対策に躍起になる。イギリス海軍本部の下令により任務部隊の所属艦が変更され、レパルスと空母フューリアス（HMS Furious, 47) はL部隊 (Froce L) を編成した。
11月23日、シャルンホルスト級戦艦2隻（グナイゼナウ、シャルンホルスト）がイギリス軍の補助巡洋艦（仮装巡洋艦）ラワルピンディ (HMS Rawalpindi) を撃沈した（フェロー諸島沖海戦）。
イギリス海軍は敵艦をポケット戦艦ドイッチュラント (Deutschland) と誤認する。
イギリス本土所在のネルソン級戦艦2隻、巡洋戦艦ダンケルク（フランス海軍）および巡洋戦艦フッドを出撃させると共に、船団護衛中の戦艦や巡洋艦、カナダのハリファックスにいたレパルスとフューリアスも敵通商破壊艦の捜索に投入した。だがレパルスは波浪で損傷した。なおシャルンホルスト級戦艦はイギリス側の哨戒網を潜り抜けて母国へ帰投する。連合国軍の大捜索は、空振りで終わった。
12月からカナダとイギリス間の輸送船団護衛任務に従事した。
1940年（昭和15年）4月にドイツ軍がヴェーザー演習作戦を発動して北欧侵攻が始まった際、レパルスはノルウェー沿岸で活動していた英海軍機雷敷設部隊の援護をおこなう。4月8日、駆逐艦グローウォーム (HMS Glowworm H92) がトロンヘイム沖海戦でドイツ重巡洋艦アドミラル・ヒッパー (Admiral Hipper) に撃沈された。本国艦隊の命令により巡洋戦艦レパルスと軽巡ペネロピ (HMS Penelope, 97) が駆逐隊を率いて出撃、捜索に参加する。だがグローウォームもヒッパーも発見できなかった。
ナムソスの戦いにより連合軍が敗北し、ノルウェーの戦いが終盤になると、連合軍はノルウェーからの撤退を開始した。レパルスは引き上げる部隊を輸送する船団の護衛任務につく（アルファベット作戦）。6月上旬、レナウンとレパルスを主力とする機動部隊はアイスランド近海のドイツ艦隊捜索を命じられて捜索を行ったが、実際は派遣されておらず空振りに終わった。その後、輸送船団の護衛任務に戻った。ノルウェーをめぐる攻防戦ではドイツ海軍も大損害を受け、シャルンホルスト級2隻も揃って損傷してドック入りした。
6月下旬より、レパルス艦長はウィリアム・テナント大佐となった。
10月下旬、機関修理を終えたポケット戦艦アドミラル・シェーア (Admiral Scheer) が大西洋に出撃し、イギリス海軍の新たな懸念材料となった。11月15日、シェーアはHX84船団を襲い、補助巡洋艦ジャーヴィス・ベイ (HMS Jervis Bay) と商船5隻を撃沈する。イギリス海軍はシェーアを捕捉するためにネルソン級戦艦2隻、フッドとレパルスの巡洋戦艦戦隊や多数の巡洋艦、さらに空母や巡洋艦で編成された掃討部隊を投入した。だがシェーアは南方に逃走していた。 
1941年（昭和16年）1月には、リュッチェンス提督が率いるシャルンホルスト級戦艦2隻の捜索に、ネルソン級戦艦2隻や多数の巡洋艦と共に投入される（ベルリン作戦）。シャルンホルスト級2隻は英海軍を翻弄したが、4月上旬よりフランス西部のブレスト軍港で修理を開始したところをイギリス空軍の執拗な空爆に遭遇し、機関修理と損傷修理を併せて数カ月出撃できなくなった。
同年5月中旬、巡洋戦艦レパルスと新鋭空母ヴィクトリアス (HMS Victorious, R38) は、喜望峰周りでWS8B船団を護衛しながら中東へ向かう予定であった。その準備のため、レパルスはクライド海軍基地に停泊していた。
5月20日昼すぎ、スウェーデン海軍の軽巡ゴトランド (HMS Gotland) がカテガット海峡でナチス・ドイツ海軍の戦艦ビスマルク (Bismarck) および護衛部隊と遭遇して本国に伝達する。ドイツ巨大戦艦出撃の情報は、イギリスに伝えられた。本国艦隊司令長官ジョン・トーヴィー大将は、オークニー諸島スカパ・フローや北海で行動中の艦艇でいくつかの部隊を編成し、ドイツのライン演習作戦に備える。
主力部隊は、トーヴィ提督直率部隊（旗艦キング・ジョージ5世、空母ヴィクトリアス、巡洋戦艦レパルス、軽巡4隻、随伴駆逐艦）、巡洋戦艦戦隊司令官ランスロット・ホランド提督の高速部隊（巡洋戦艦フッド、戦艦プリンス・オブ・ウェールズ、随伴駆逐艦）であった。
航空偵察でノルウェー南西部ベルゲンに寄港した戦艦ビスマルクと重巡プリンツ・オイゲンを確認したトーヴィー提督は、まずホランド戦隊をアイスランド方面に出撃させた。トーヴィ戦隊もスカパ・フローを出撃した。
5月23日夕刻に重巡ノーフォーク (HMS Norfolk, 78) がリュッチェンス戦隊（ビスマルク、オイゲン）と遭遇して各方面に伝達したとき、トーヴィー戦隊は既に洋上にあってアイスランド方面にむかっていた。
5月24日朝のデンマーク海峡海戦でフッドが撃沈され、その速報が届いたとき、トーヴィー本隊（キング・ジョージ5世、レパルス、ヴィクトリアス、軽巡戦隊、駆逐艦部隊）はリュッチェンス戦隊の南東360浬地点にいた。フッドは大英帝国の象徴であり、イギリス海軍にとってビスマルク撃沈は急務となった。
トーヴィー提督はビスマルクに空襲をおこなうため空母と軽巡部隊を分派し、レパルスは旗艦キング・ジョージ5世に付き従った。トーヴィー提督はビスマルクと砲撃戦をおこなう決意を固め、防御力の脆弱なレパルスに対しては「旗艦の外方5,000ヤード（約4.6km）に占位すること」「旗艦（ジョージ五世）が発砲するまではいかなる戦闘行動をおこないこと」を厳命した。だが5月25日午前4時、触接部隊とヴィクトリアス偵察機がビスマルクを見失う。レパルスは燃料が乏しくなり、25日午前11時ころ補給のためにトーヴィ本隊を離脱した。かわりにビスマルクを追尾していた戦艦プリンス・オブ・ウェールズ (HMS Prince of Wales) がトーヴィー本隊に合流した。だがウェールズも燃料不足になっており、まもなく本隊を離脱している。
その後、レパルスはスカパフローで待機したが、8月になると仮想敵国（大日本帝国）を警戒するため、シンガポール防衛計画の一環として極東に向かうことになった。レパルスは南アフリカのケープタウンに配備される。ダーバンに寄港した際には、スマッツ陸軍元帥から「南アフリカはイギリス本国よりも暮らしやすいから、平和になったらレパルス乗組員には是非移住して欲しい。しかし、この戦争で生き延びることの出来る人は少ないだろう。」と訓示された。
その後イギリス領インド帝国に移され、10月28日にインド到着。さらに日本との戦争の可能性が高まってきたため、ウィンストン・チャーチル首相の意向により戦艦プリンス・オブ・ウェールズ（東洋艦隊司令長官トーマス・フィリップス中将、艦長ジョン・リーチ大佐）と共にマレー半島に配備された。新鋭空母インドミタブル (HMS Indomitable, 92) も極東へむかう予定だったが、同艦は訓練中にジャマイカで座礁して修理のために外される。代艦として軽空母ハーミーズ (HMS Hermes, 95) が東洋艦隊に配備された。
12月2日、主力艦2隻（ウエールズ、レパルス）はシンガポール海軍基地に到着した。
12月5日、フィリップス提督はレパルスと駆逐艦2隻をオーストラリアのダーウィンに派遣した。6日、日本軍輸送船団発見の報告により、レパルスはシンガポールに呼び戻された。
12月8日、日本軍の南方作戦（比島作戦、マレー作戦）を端緒に太平洋戦争がはじまった。イギリス海軍は東洋艦隊の主力艦艇でZ部隊 (Force，Z) を編成する。Ｚ部隊（戦艦プリンス・オブ・ウェールズ、巡洋戦艦レパルス、駆逐艦エクスプレス、テネドス、エレクトラ、ヴァンパイア）はシンガポールを出撃し、マレー半島へ向かう日本軍の侵攻部隊（第25軍司令官山下奉文中将）を乗せた輸送船団の攻撃へと向かった。これを馬来部隊（指揮官小沢治三郎中将、南遣艦隊司令長官）率いる水上艦部隊と、サイゴン方面の飛行場に配備された基地航空部隊が迎え撃つ。「イギリス戦艦2隻が極東に派遣された」との情報を事前に得ていた日本海軍は、英戦艦に対処するため、鹿屋海軍航空隊の一部を馬来部隊に編入していた。

### マレー沖海戦

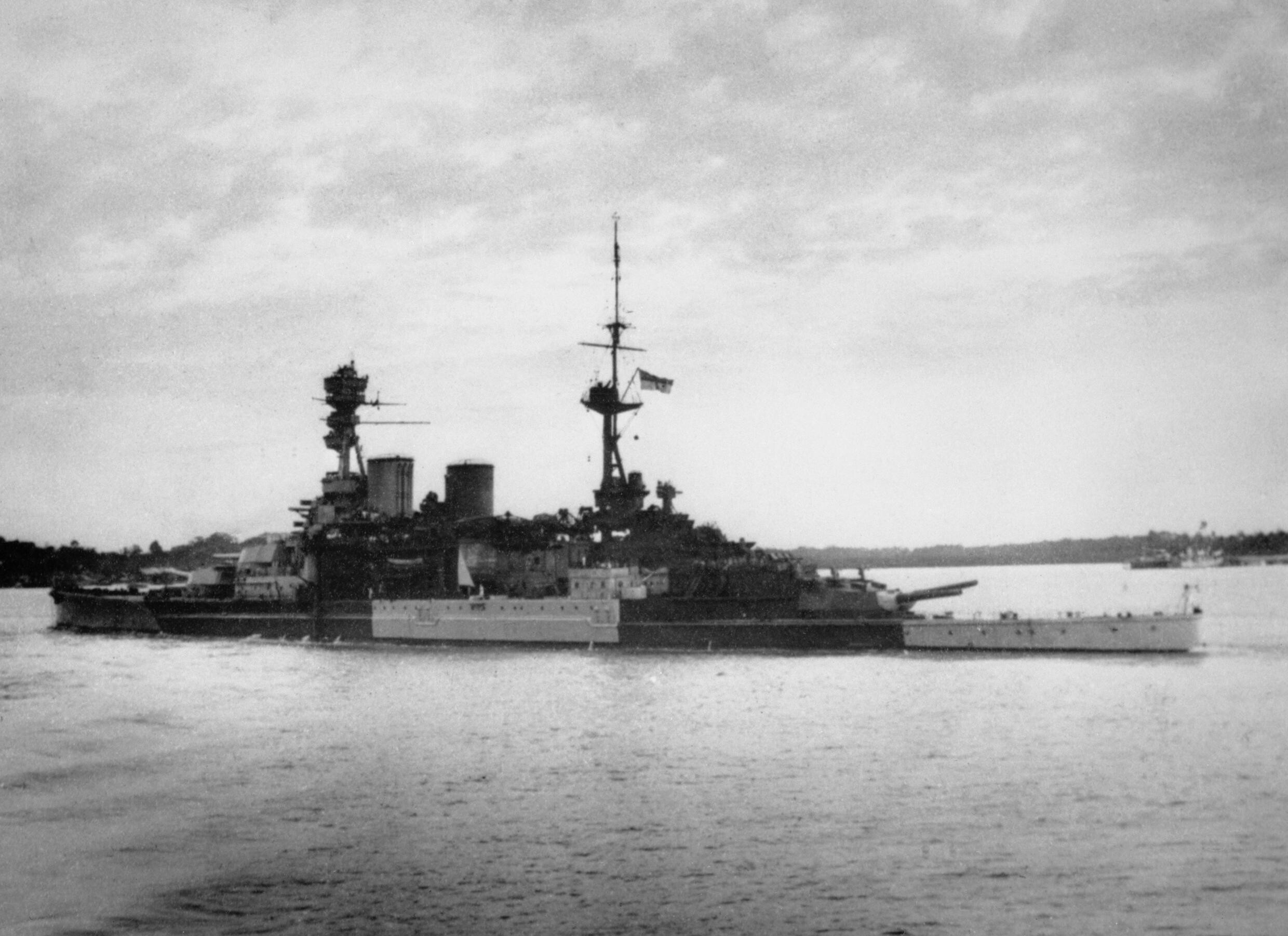
撃沈される前に撮られたレパルス。

12月10日、Z部隊は南シナ海において行われたマレー沖海戦で、九六式陸上攻撃機（美幌海軍航空隊、元山海軍航空隊）と鹿屋海軍航空隊の一式陸上攻撃機で編成された大部隊に襲撃された。
レパルスは最初に九六式陸攻8機（美幌空、白井中隊）の水平爆撃を受けた。最初の被害は水上機甲板に命中した250kg爆弾で、水上機甲板を貫通して水平装甲に達し、そこで炸裂する。レパルスに残っていた水上機は、延焼する恐れがあったために海面に投棄された。この爆弾命中による被害は最小限だった。
続いて戦場に到着した元山空と美幌空の九六陸攻（魚雷装備）の雷撃をレパルスはすべて回避し、九六陸攻の二度目の水平爆撃も回避した。
テナント艦長の操艦が見事だった事、穏やかな海面で魚雷の航跡を視認しやすかった事が、レパルスの回避につながった。
レパルスがシンガポール基地に航空機の支援を要請し終わった頃、日本軍陸攻部隊の雷撃・爆撃同時攻撃がはじまった。鹿屋空の一式陸攻（魚雷装備）が出現し、2機喪失と引き換えに、レパルスに4-5発の魚雷を命中させた（日本側記録7本命中）。生存者は左舷中央に2発、後部砲塔左舷に1発、スクリュー付近の左舷に1発、右舷船体中央部に1発の合計5本の魚雷命中を主張している。それまで損害軽微だったレパルスだが複数魚雷による損害は致命的で、テナント艦長は総員退去を命じた。12時33分（日本側記録午後2時3分）に転覆して沈没した。
また“不沈戦艦”と謳われていたプリンス・オブ・ウェールズにも陸攻の魚雷と爆弾多数が命中し、13時50分（日本時間午後2時50分）に沈没した。
テナント艦長を含むレパルスの生存乗員は、駆逐艦エレクトラ (HMS Electra，H27) とヴァンパイア (HMAS Vampire, I68) によって救助されている。乗員1,309名のうち、艦長以下796名が救助されたという。レパルスの戦死者は508名（文献によって513名とも）。日本海軍機は英側救助作業を一切攻撃しなかった。また翌日、撃沈した航空隊員の1人である壱岐春記大尉は搭乗機で現場を訪れ、日英双方の鎮魂のために花束を投下している。
なお日本軍航空部隊の攻撃の前にレパルスからビル・クローザー准尉のウォーラス1機が発進している。この機は対潜哨戒を行うよう指示されていたがボートを曳航する汽船を発見したのみであり、レパルスの上空に戻って報告を行った。このウォーラスを日本軍の偵察機（帆足正音予備少尉、九六陸攻）および陸攻部隊（鹿屋空の一式陸攻26機）が発見して追跡しており、結果的に敵攻撃隊を母艦に誘導してしまった。
日本軍の空襲が始まるとウォーラスは対空砲火の射程外へ逃れ、それからシンガポールへ向かった。途中で燃料不足のため不時着水したが、イギリス領シンガポールから捜索のため派遣されたカタリナにまず発見され、それからイギリス駆逐艦「ストロングホールド 」が現れてウォーラスをシンガポールまで曳航する。このウォーラスはプリンス・オブ・ウェールズのウォーラスとともに、イギリス空軍の第205飛行隊 (No. 205 Squadron RAF) に引き取られた。1942年1月中旬、重巡「エクセター (HMS Exeter, 68) 」がシンガポールに到着した。レパルスのウォーラスは、エクセターに配属された。

## 現在のレパルス
レパルスの沈没地点は水深50メートル前後と浅く、船体には比較的容易に到達できる。日本海軍は戦艦2隻のサルベージを試み、特にレパルスに対しては海底調査をおこなって対空砲や砲弾を回収した。だがレパルスを引き上げることには失敗した。レパルスは完全に転覆した状態で沈没しているが、沈没時に誘爆がなかったので船体は比較的綺麗な状態で保たれている。また船体の数箇所に魚雷攻撃によると思われる破損孔が確認されている。5か所命中したという魚雷であるが、2007年のダイビング調査では、左舷スクリュー付近と右舷中央部の2か所の命中孔は確認されたものの左舷中央部は海底の泥に埋もれていて魚雷命中の跡は確認できなかった。後部砲塔の側面も観察可能であったがそこには魚雷命中孔は無かった。
2014年に違法サルベージ業者が爆薬を使ってレパルスの船体を破壊し、その破片をスクラップとして売却していることが報じられた。同様の行為はプリンス・オブ・ウェールズに対しても行われており、近海の日本海軍艦艇も同じ被害にあっている。

## ギャラリー

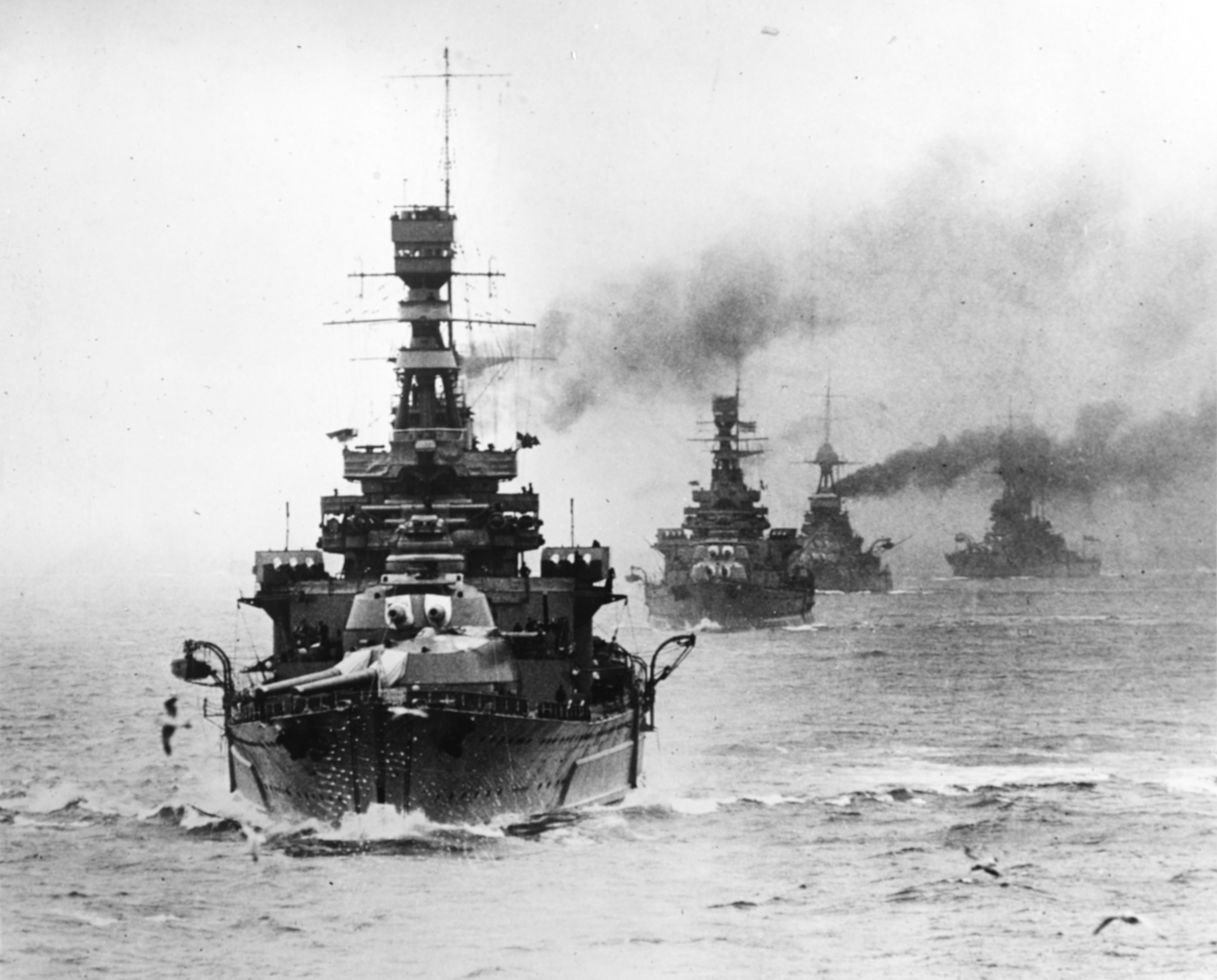
単縦陣を組む本艦の後ろに写っているのは姉妹艦のレナウン(改装前)。 (1920年頃撮影：撮影艦不明)
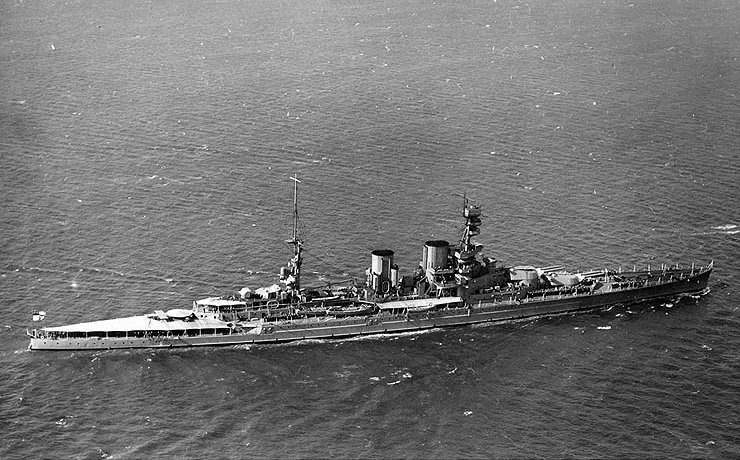
1923年の世界巡行で特務戦隊所属時の写真。戦隊旗艦のフッドがその優美な艦形で大英帝国社会に自信を取り戻させるのを5隻の巡洋艦とともに護衛した。
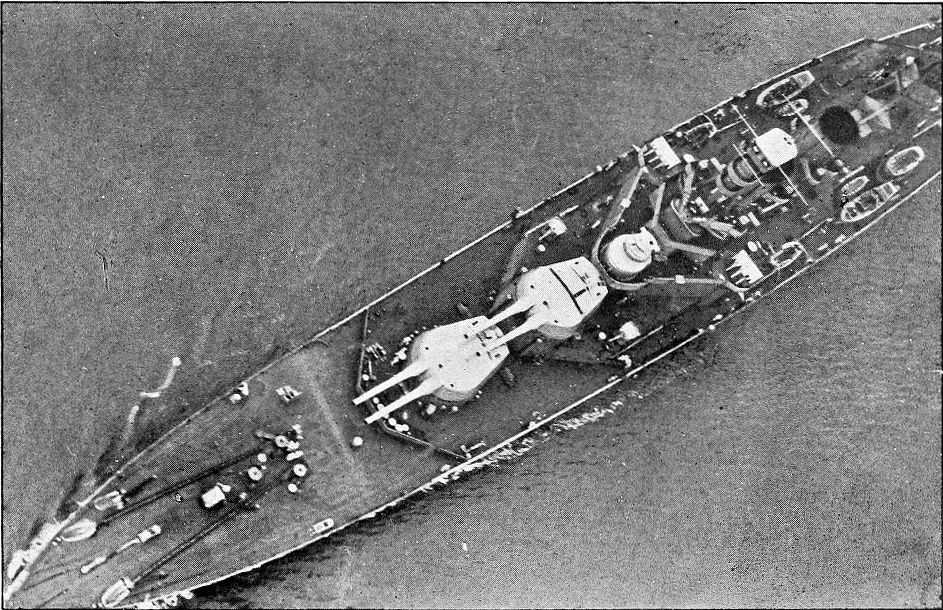
本艦艦首部をほぼ真上から撮影したもの(1918年撮影)